# Христо Аломинов
Христо Тодоров Аломинов е български революционер, деец на Вътрешната македоно-одринска революционна организация (ВМОРО).

## Биография
Аломинов е роден в 1879 година в разложкото село Годлево, тогава в Османската империя. Влиза във ВМОРО. Участва в Илинденско-Преображенското въстание през лятото на 1903 година с четата на Симеон Попконстантинов. Подпомага придвижването на бежанците към Рилския манастир. Участва в сражението в Годлевската планина на 22 септември 1903 година.
На 2 април 1943 година, като жител на Годлево, подава молба за българска народна пенсия, която е одобрена и пенсията е отпусната от Министерския съвет на Царство България.